# Julius Schnorr von Carolsfeld

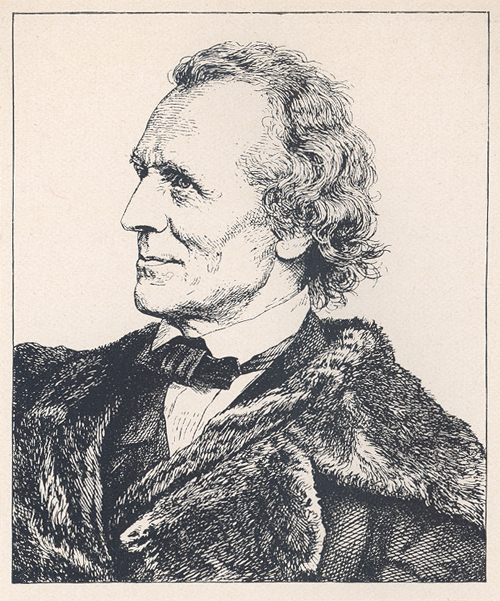
Julius Schnorr von Carolsfeld, dibujo de Hugo Bürkner.

Julius Schnorr von Carolsfeld (Leipzig, 26 de marzo de 1794 - Dresde, 24 de mayo de 1872) fue un pintor romántico alemán, perteneciente al movimiento de los nazarenos. 

## Vida
Sus primeras enseñanzas las recibió de su padre, Johann Veit Schnorr (1764-1841), que era pintor, grabador y dibujante. También lo fue su hermano mayor, Ludwig Ferdinand Schnorr von Carolsfeld (1789-1853). 
En 1811, con diecisiete años, ingresa en la Academia de Bellas Artes de Viena. Entra a formar parte del círculo de Ferdinand Johann von Olivier. Se trata de un grupo de artistas próximos a los nazarenos (Johann Friedrich Overbeck y otros), que se habían rebelado contra el estilo convencional de la Academia y habían sido expulsados el año anterior. 

### Hermandad de san Lucas
En marzo de 1817 es aceptado en la "Lukasbund", la unión artística de este movimiento. En verano de ese año viaja a Salzburgo con los hermanos Ferdinand y Friedrich Olivier; esta tierra resultaría decisiva para el desarrollo de su talento como pintor de paisajes. En octubre marcha con el escritor Wilhelm Müller a Italia. 
Después de visitar Venecia y Florencia, llega a Roma a principios del año 1818. Se unió a la comunidad de los nazarenos. Este grupo estudiaba y trabajaba el arte religioso, rechazando las tendencias modernas y regresando a principios y técnicas primitivas, como las recuperación del fresco y el arte monumental. 
En 1817 el marqués Carlo Massimo encargó al grupo la decoración de su pabellón en el jardín, el Casino Massimo, en Letrán. Schnorr probó sus capacidades en esta técnica encargándose de ilustrar temas del “Orlando Furioso” de Ariosto, junto a Cornelius, Overbeck y Veit.

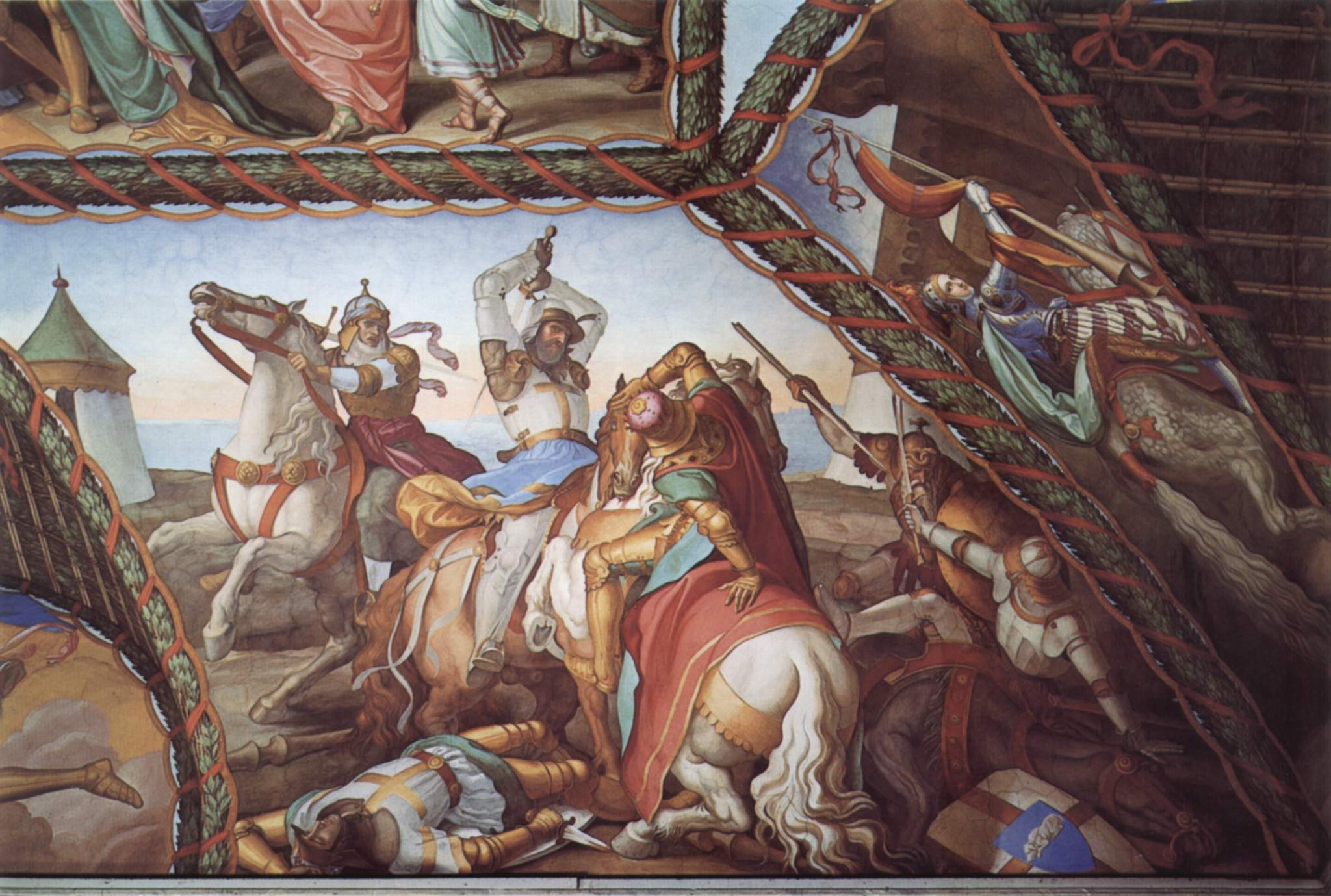
La batalla de los seis en la isla de Lipadusa (Sala Ariosto, Pechina de la bóveda).
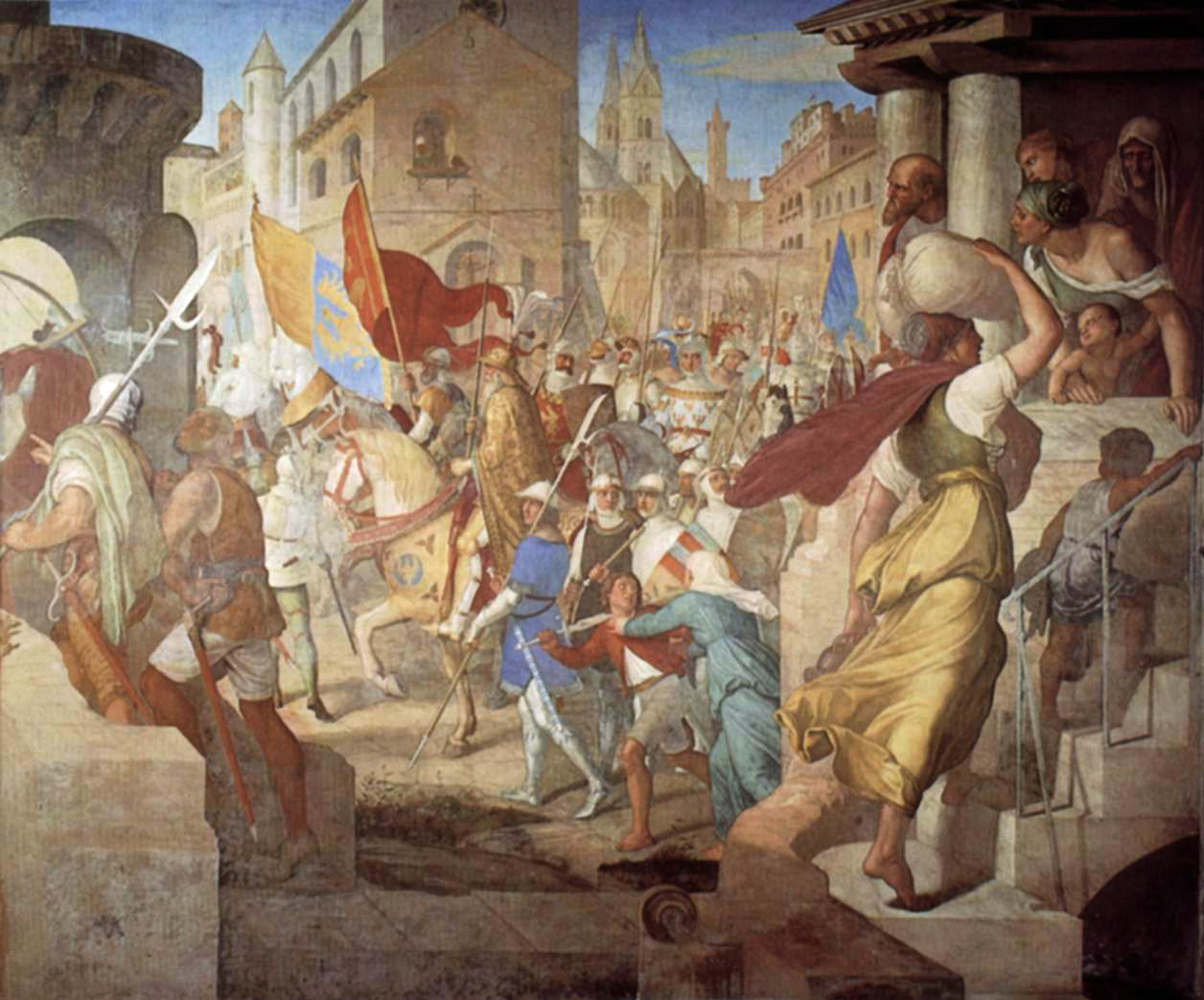
El ejército de los francos bajo Carlomagno en la ciudad de París (Sala Ariosto).

### Carrera posterior

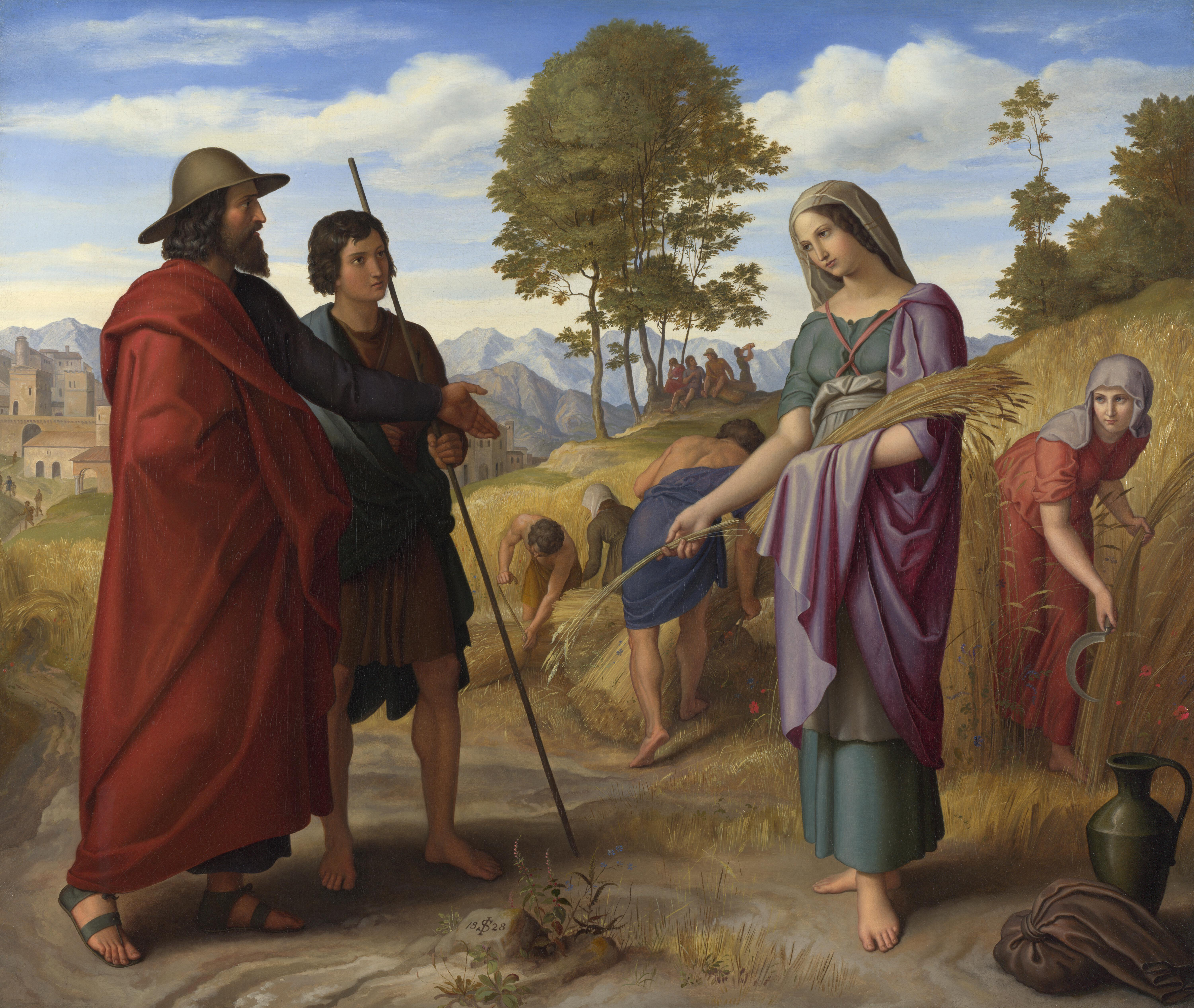
Rut en el campo de Booz, 1828, National Gallery, Londres.

En 1825 se traslada a Múnich, para enseñar en la Academia. Allí entró al servicio del rey Luis I de Baviera. Trasplantó a Alemania el arte mural que había aprendido en Italia. Se mostró como un cualificado pintor y poeta en la corte de Baviera; organizó un grupo de ejecutantes entrenados. El rey Luis I le pide que decore la Residenz (Nuevo Palacio) de dicha ciudad con temas de la historia legendaria de Alemania, como el Cantar de los Nibelungos. Otros apartamentos los decoró con escenas de historias de Carlomagno, Federico Barbarroja y Rodolfo I de Habsburgo. Estas interminables composiciones son creativas, de correcta composición, dibujo magistral, pero de pensamiento exagerado y estilo extravagante.
En 1842 es distinguido con la medalla Pour le Mérite.
En 1846 fue nombrado director de la Galería de Pinturas y de la Academia de Dresde. De esta tercera parte de su vida es la realización de ilustraciones bíblicas. Para entonces ya había alcanzado cierto renombre, y le llegaron encargos de Gran Bretaña. Schnorr diseñó unas vidrieras, realizadas en la Real Fábrica de Múnich, para la catedral de Glasgow y la Catedral de San Pablo en Londres. Este cristal muniqués provocó controversias entre los que pensaban que les faltaba lustre y resultaban demasiado apagadas y quienes las aplaudían por el severo y excelente dibujo semejante al de los primeros pintores florentinos con el colorido propio de las vidrieras de la segunda mitad del siglo XVI. 
Julius Schnorr está enterrado en Alter Annenfriedhof de Dresde, junto a su hijo, el tenor Ludwig Schnorr von Carolsfeld, el primer Tristán de la historia.

## Obra

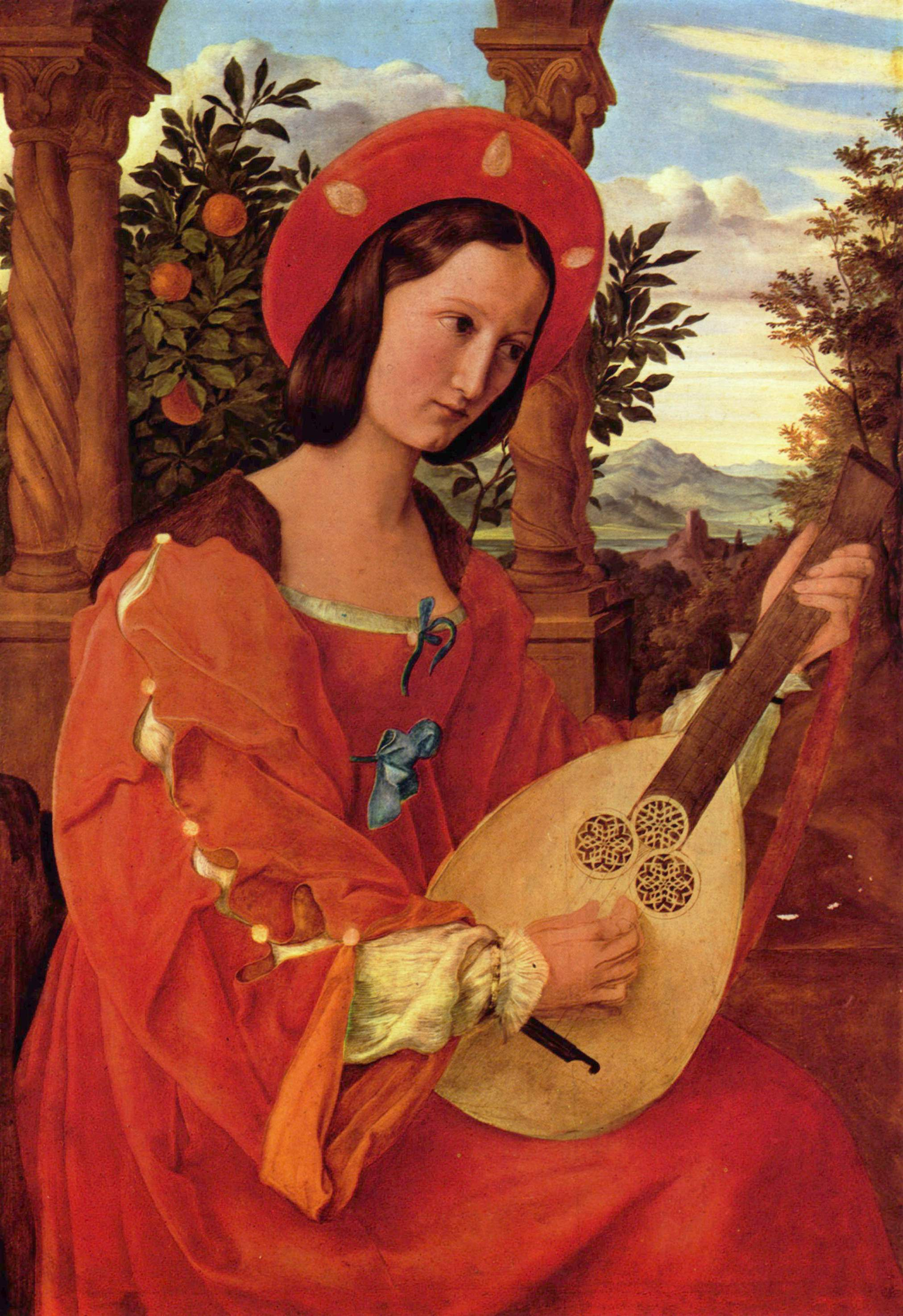
Retrato de Clara Bianca von Quandt con laúd, 1820, Alte Nationalgalerie, Berlín.

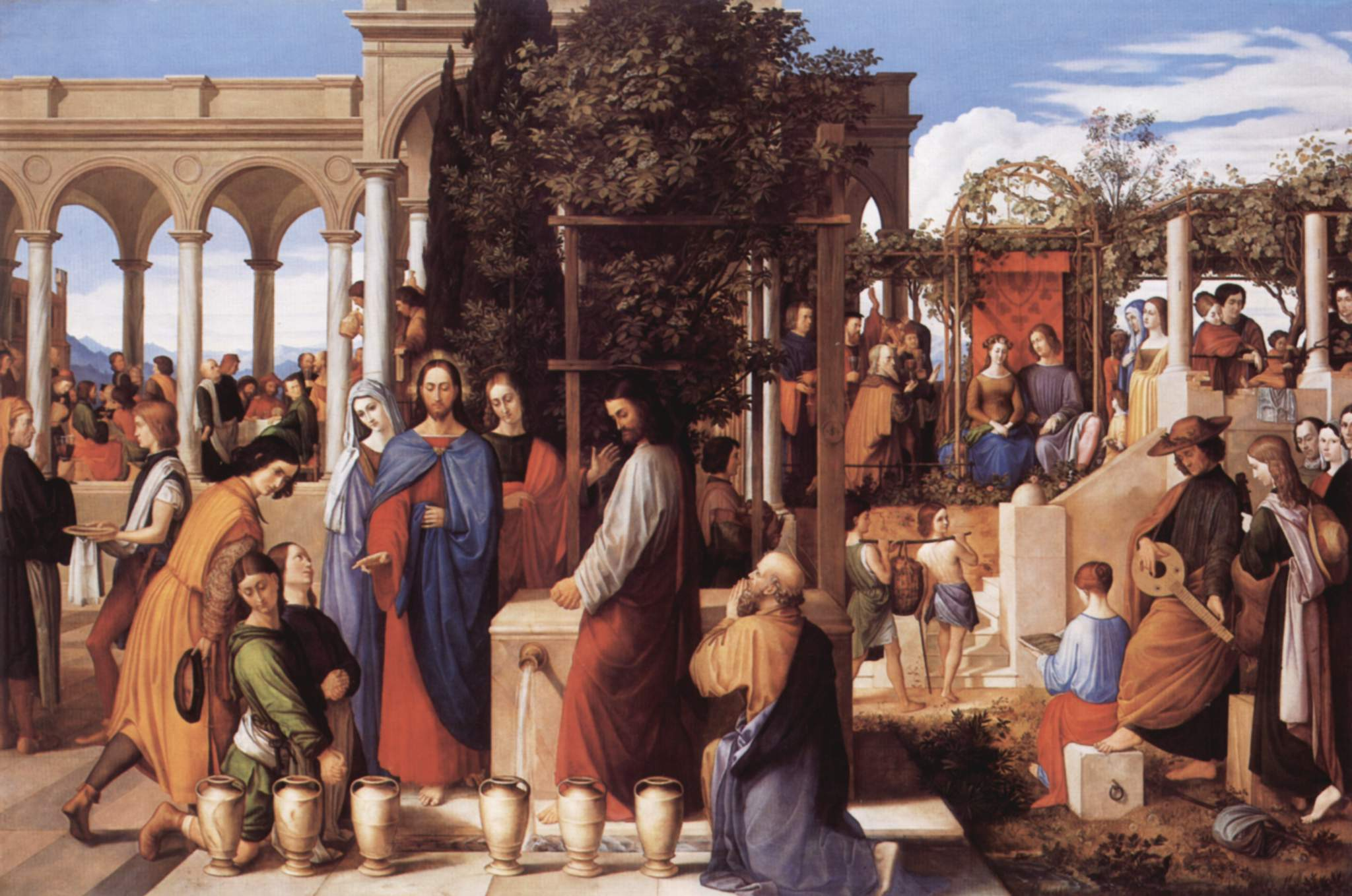
Las bodas de Caná, 1820, Kunsthalle de Hamburgo.

Julius Schnorr von Carolsfeld representa el estilo más puro de la estética nazarena.
Los temas que trata son religiosos y episodios de la historia medieval. Era protestante y, a diferencia de otros artistas nazarenos, no se convirtió al catolicismo; a pesar de ello, pintó y dibujó un Jesús íntimo, y a la Virgen María. Su pintura María con el Niño de 1820 que está en el Museo Wallraf-Richartz de Colonia, es una de las más famosas obras de su género del siglo XIX. Muchas de sus pinturas religiosas se han publicado luego a gran escala en reproducciones kitsch que se venden como imágenes devotas.
En sus retratos aplica técnicas medievales, como en el Retrato de Clara Bianca von Quandt, en la que se refleja su colorido plano, contornos precisos y líneas de gran dureza. Profundizó en esta tendencia después de estar con los nazarenos en Roma. Su estilo se vuelve más sentimental y romántico. A su estilo acerado se une tras su paso por Roma un colorido pálido y vago en creaciones que recogen modelos quattrocentistas, como se comprueba en su cuadro “Las bodas de Caná” de 1819.
También sobresale su producción de dibujos de paisajes, diseños que, como gran parte de su obra, denotan la influencia que le ejerce Ferdinand Olivier. Es el más destacado paisajista de los nazarenos. Las autoridades consideran que sus representaciones de los montes Albanos y Sabinos de Italia son las mejores representaciones paisajistas del siglo XIX. Por un lado, tenía una gran fidelidad a la realidad que era importante para él —sus paisajes eran realistas hasta el detalle, y no heroicos o visionarios, como los de otros pintores románticos. Pero, por otro lado, tampoco practica el vedutismo: aún más importante que el realismo de la representación es en ellas una solemne sensibilidad que es caracterizada frecuentemente por la unión con un motivo religioso y que es típico del arte pictórico nazareno.
De sus obras, cabe citar:
- El Castillo de Wetlass en la Baja Austria, 1815. Dibujo de paisaje que sobresale dentro de su producción.
- Contienda de tres caballeros cristianos y tres paganos y San Roque dando limosna.
- Las bodas de Caná (1819)
- María con el Niño de 1820
- Retrato de Clara Bianca von Quandt, 1820, Nationalgalerie, Berlín.
- Sala Ariosto en Villa Massimo de Roma (1821-1827).
- Rut en el campo de Booz, (1828)

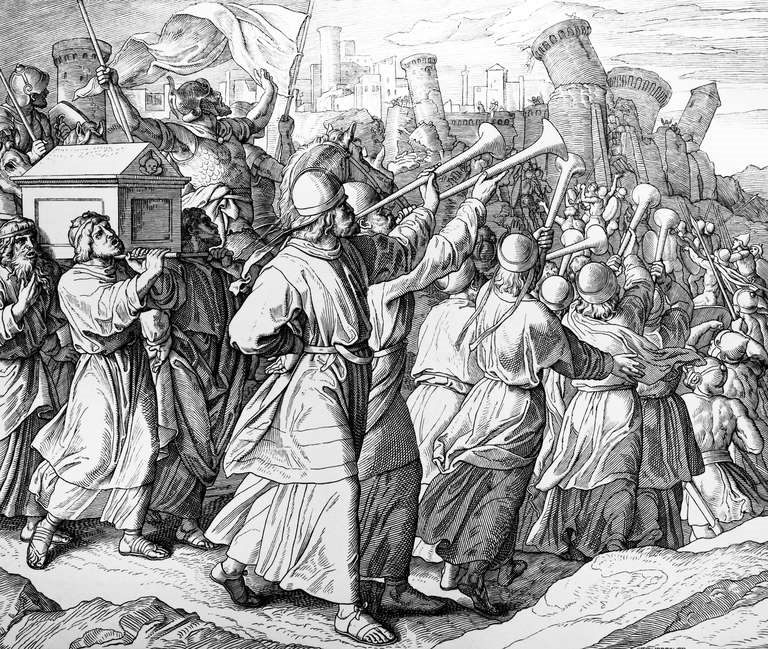
La batalla de Jericó., de "La Biblia en imágenes", h. 1851-60.

A estos cuadros y frescos deben añadirse las 240 Estampas bíblicas que diseñó entre 1851 y 1860 ("Bibel in Bildern"). Estas "ilustraciones de la Biblia" marcaron la devoción bíblica en Alemania durante generaciones. Se publicaron y reeditaron en diversos países europeos hasta fecha tardía; todavía en la década de 1940 se imprimían biblias con ilustraciones tomadas de esta serie. El artista asumió un enfoque abierto y no sectario en su Biblia Pictórica, lo que le hizo que fuera apreciado internacionalmente tanto por protestantes como por católicos. Junto a Gustave Doré Schnorr es considerado el más importante ilustrador de la Biblia del siglo XIX. Con frecuencia, sus composiciones están llenas de personajes, y resultan confusas, faltándole armonía de líneas y simetría en las masas; por eso no resisten una comparación con la Biblia de Rafael. El estilo se aleja de la simplicidad y la severidad de los primeros tiempos, y se rendía a la florida redundancia del Renacimiento posterior. Pero a lo largo de la obra muestra su fértil inventiva, sus conocimientos académicos y su fácil ejecución; y el arte moderno no ha producido nada mejor que José interpretando el sueño del faraón, el Encuentro de Rebeca e Isaac y el Regreso del hijo pródigo. Los dibujos bíblicos y los esbozos para frescos formaron un preludio natural para su diseño de vidrieras.
Una rica colección de cuadros de Julius Schnorr von Carolsfeld, en particular muchos paisajes, así como un retrato suyo, elaborado por Friedrich Olivier, se encuentra en la Galería de Pinturas de los Nuevos Maestros, en Dresde.